# الگوریتم اثبات تاریخچه
الگوریتم اثبات تاریخچه (به انگلیسی: Proof of History و به مخفف: PoH) یک الگوریتم بلاک چین مکمل روش گواه بر سهام (به مخفف: PoS) است که برای سرعت بخشیدن به روند اجماع با ارائه ابزاری برای رمزگذاری زمان خود در بلاک چین در نظر گرفته شده است. 
این امکان را به گره های شبکه می دهد که نه تنها به مهرهای زمانی بلوک ها اعتماد کنند، بلکه به صورت رمزنگاری لحظه و ترتیب وقوع پیام ها یا رویدادهایی را که در شبکه رخ می دهد تأیید کنند. به این ترتیب، اعتباردهنده ها از برقراری ارتباط با یکدیگر برای توافق در مورد آنچه در شبکه در طول زمان رخ داده است جلوگیری می کنند، از تنگناهای روش الگوریتم اثبات کار (به مخفف: PoW) جلوگیری می کنند و زمان توافق را به میزان قابل توجهی کاهش می دهند. 

## تاریخچه
این الگوریتم برای اولین بار در سال 2017 با انتشار وایت پیپر Proof-of-History (PoH) توسط آناتولی یاکوونکو (موسس و مدیر عامل فعلی شبکه Solana) معرفی شد. این ایده در آن زمان به عنوان دلیلی برای ایجاد یک بلاک چین با زمان بندی ایمن و دقیق و همگام سازی رویدادها مطرح شد. در حال حاضر، علیرغم وضعیت توسعه آن، الگوریتم اثبات تاریخچه روشی جهت حل مشکل همگام سازی زمان، در شبکه های بلاک چین می باشد. 